# Бёюк-Колатан
Бёюк-Колатан (азерб. Böyük Kolatan) — село в Масаллинском районе Азербайджана. Входит в муниципалитет Бёюк-Колатан.
Село расположено в 13 км от города Масаллы, на юго-западе района. Делится на пять районов: малый Колатан, Багыроба, Кужа, Жиоба, Миона.

## Название
Название деревни произошло от талышского Kuləton — местность, очищенная от деревьев. На талышском языке название стало произноситься как Kolatan.

## История
История деревни начинается в середине XVII в. Также имеются свидетельства существования на территории деревни более древних поселений. Первые люди пришли сюда из Карабаха и района города Лерик. Территория деревни была очень живописна, имела благоприятные природно-географические условия, а также много природных родников и малых рек. Здешние родники известны со Средних веков.
В XIX—XX веке в селе жило 3 ахуна, окончивших обучение в Иране.
В 1941—1945 годах на Великую Отечественную войну из села ушло 150 человек. Из них 115 погибло и пропало без вести. В советские годы здесь процветала чайная промышленность. Село располагало современной по тем временам чайной фабрикой. После распада СССР чайная промышленность пришла в упадок, а завод был разрушен.
25 мая 2015 года — возобновлено снабжение газом, которое отсутствовало 25 лет.
В 2017 году за счет средств местных жителей и уроженцев деревни, проживающих за рубежом в деревне появилось уличное освещение.

## Образование
В деревне расположены две общеобразовательных школ. После окончания школы молодежь продолжает обучение в ВУЗах Азербайджана. Некоторые уезжают учиться за границу.
Сейчас среди уроженцев деревни есть 5 научных работника, более 100 человек, получивших университетскую степень специалиста.

## Население
Население деревни исповедует в основном ислам шиитского толка. Большинство говорит на талышском языке, но также владеет русским и азербайджанским языком.
На 2012 год в селе живет 5200 человек. Многие жители села уехали из села в другие районы Азербайджана или за рубеж в связи с сложной экономической ситуацией и высоким уровнем безработицы.

## Спорт
В деревне есть ФК «футбольный клуб большого Колатана», который более 15 лет участвует в разных соревнованиях. За счет пожертвований местных жителей в селе усовершенствовали стадион.

## Экономика
Население в основном занято животноводством и растениеводством.

## Известные уроженцы
- Искендеров, Анар Джамал оглы (род. 1956) — доктор исторических наук, профессор.
- Абилов, Кахин Мирзали оглы (1968—2020) — талышский общественно-политический деятель, меценат, предприниматель из Беларуси. Активный деятель талышского национального движения.